# Jo Novita
Jo Novita (* 19. November 1981 in Jakarta) ist eine indonesische Badmintonspielerin.

## Karriere
Jo Novita gewann 2003 die Südostasienspiele und wurde im gleichen Jahr Dritte bei den Asienmeisterschaften. 2005 und 2007 holte sie sich noch einmal Silber beim südostasiatischen Championat. Bei den Olympischen Sommerspielen 2004 wurde sie Neunte im Damendoppel.

## Erfolge
| Saison | Veranstaltung              | Disziplin   | Platz | Name                      |
| ------ | -------------------------- | ----------- | ----- | ------------------------- |
| 2001   | Indonesia Open             | Damendoppel | 3     | Eny Erlangga / Jo Novita  |
| 2001   | Asienmeisterschaft         | Damendoppel | 3     | Eny Erlangga / Jo Novita  |
| 2001   | Thailand Open              | Mixed       | 1     | Candra Wijaya / Jo Novita |
| 2001   | Thailand Open              | Damendoppel | 1     | Eny Erlangga / Jo Novita  |
| 2002   | Japan Open                 | Damendoppel | 5     | Eny Erlangga / Jo Novita  |
| 2003   | Asienmeisterschaft         | Damendoppel | 3     | Jo Novita / Lita Nurlita  |
| 2003   | Südostasienspiele          | Damendoppel | 1     | Jo Novita / Lita Nurlita  |
| 2004   | Chinese Taipei Open        | Damendoppel | 2     | Jo Novita / Lita Nurlita  |
| 2005   | Asienmeisterschaft         | Damendoppel | 3     | Jo Novita / Greysia Polii |
| 2005   | Hong Kong Open             | Damendoppel | 3     | Jo Novita & Gresya Polii  |
| 2005   | Südostasienspiele          | Damendoppel | 2     | Jo Novita / Greysia Polii |
| 2006   | Philippines Open           | Damendoppel | 1     | Jo Novita / Greysia Polii |
| 2007   | Indonesische Meisterschaft | Damendoppel | 1     | Greysia Poli / Jo Novita  |
| 2007   | Südostasienspiele          | Damendoppel | 2     | Jo Novita / Greysia Polii |